# Schiaparelli (cràter)

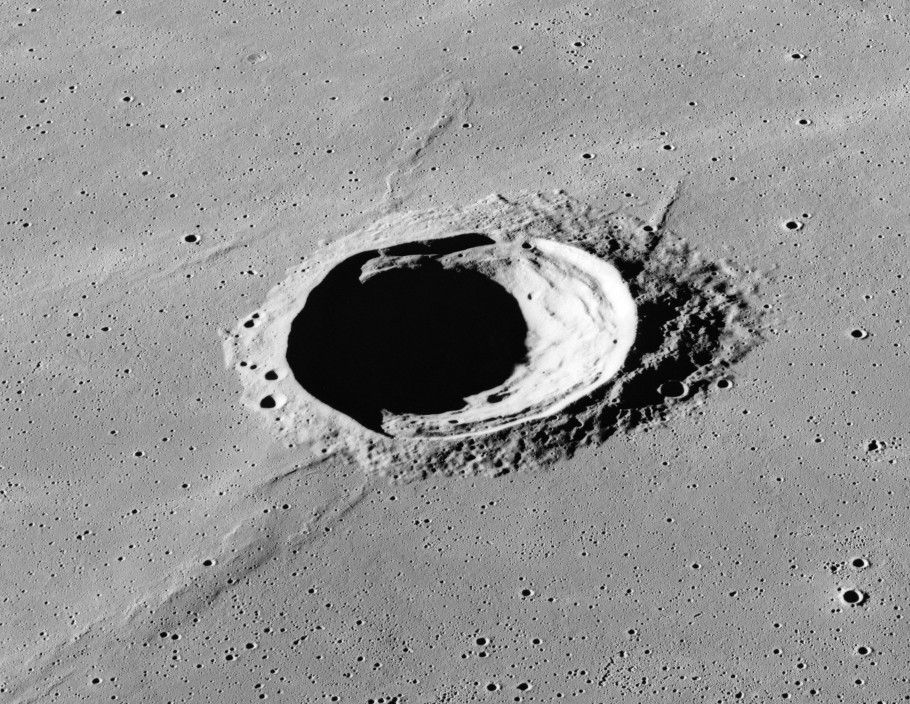
Fotografia de la missió Apol·lo 15

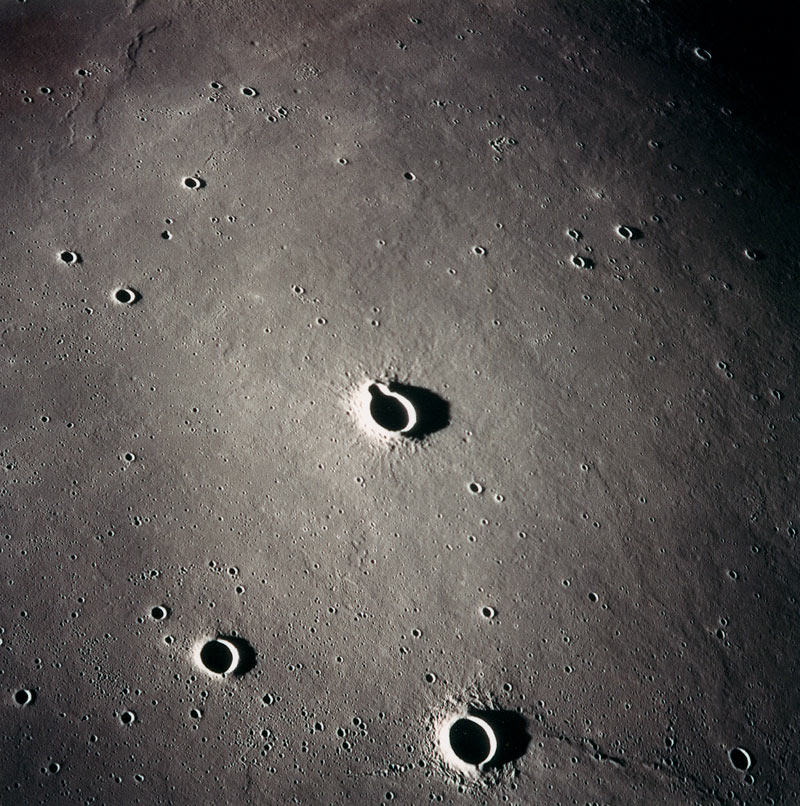
Fotografia de la missió Apol·lo 15. Schiaparelli C (a dalt) i Schiaparelli I (a baix)

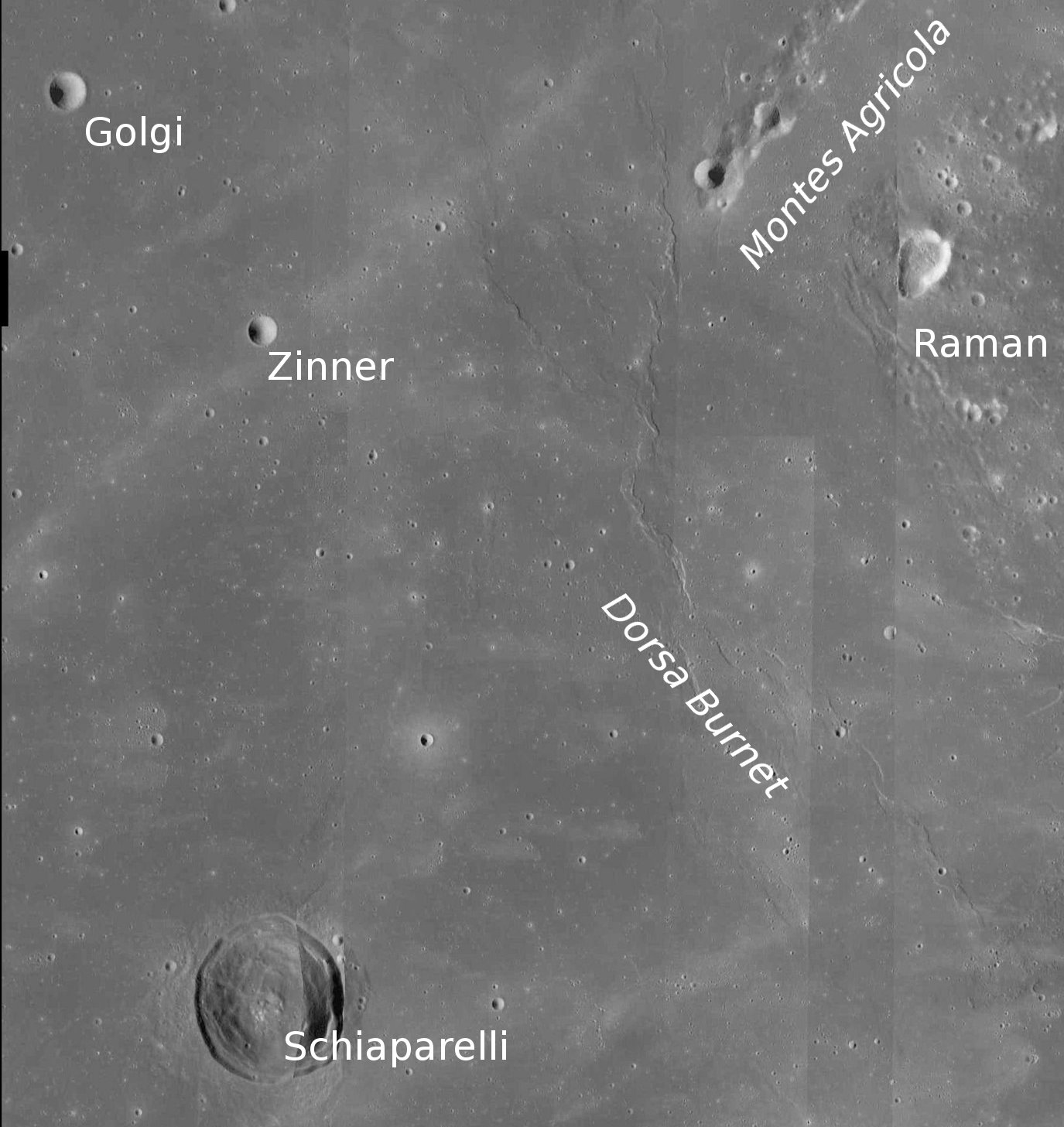
Fotografia de la missió Lunar Reconnaissance Orbiter

Schiaparelli és un cràter d'impacte lunar situat en la part occidental de l'Oceanus Procellarum, a l'oest del cràter Heròdot. Aquest cràter es troba en una part relativament plana i exempta de trets característics de la mar lunar, encara que un sistema de marques radials del distant cràter Glushko passa per la vora sud-oriental d'Schiaparelli, fent-lo fàcil d'identificar.

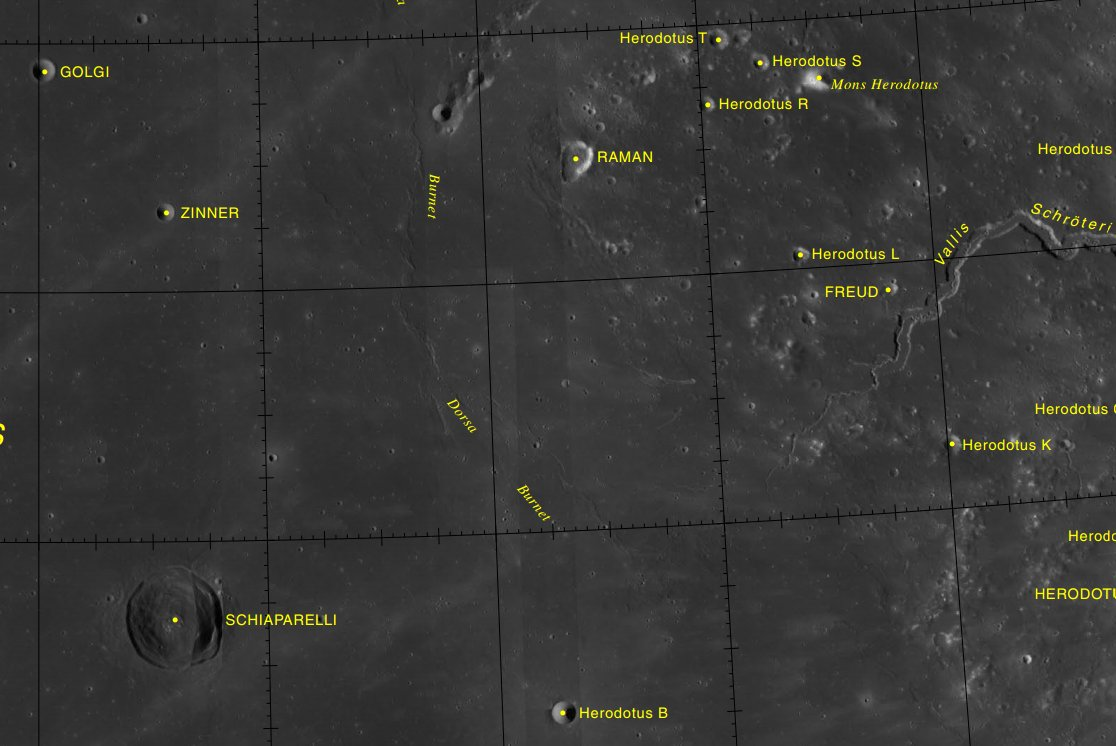
Localització d'Schiaparelli (cantonada inferior esquerra de la imatge)

La vora roman relativament afilada i lliure de desgast per altres impactes. Les parets interiors s'han desplomat, formant terraplenats al voltant de molts trams del perímetre. El sòl interior és una mica irregular, però manca d'impactes notables. Un dorsum baix s'estén des del bord nord del cràter cap al nord. Dins del cràter es localitza una petita elevació central.

## Cràters satèl·lit
Per convenció aquests elements són identificats en els mapes lunars posant la lletra en el costat del punt central del cràter que està més proper a Schiaparelli.
|              | \| Schiaparelli \| Coordenades \| Diàmetre \| \| ------------ \| ------------------------------------ \| -------- \| \| A \| 23° 00′ N, 62° 00′ O / 23.0°N,62.0°O \| 7 km \| \| C \| 25° 48′ N, 62° 12′ O / 25.8°N,62.2°O \| 6 km \| \| E \| 27° 06′ N, 62° 00′ O / 27.1°N,62.0°O \| 5 km \| |          |
| Schiaparelli | Coordenades | Diàmetre |
| A            | 23° 00′ N, 62° 00′ O / 23.0°N,62.0°O | 7 km     |
| C            | 25° 48′ N, 62° 12′ O / 25.8°N,62.2°O | 6 km     |
| E            | 27° 06′ N, 62° 00′ O / 27.1°N,62.0°O | 5 km     |

Els següents cràters han estat canviats el nom per la UAI:
- Schiaparelli B — Vegeu Zinner (cràter).
- Schiaparelli D — Vegeu Golgi (cràter).

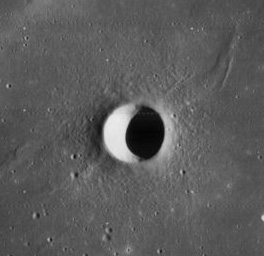
Schiaparelli A (Imagen Lunar Orbiter 4)
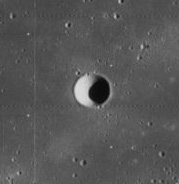
Zinner (Schiaparelli B) (Imagen Lunar Orbiter 4)
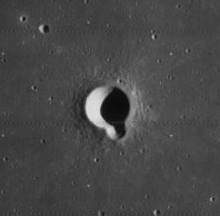
Schiaparelli C (Imagen Lunar Orbiter 4)
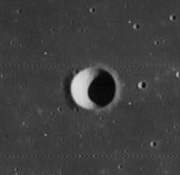
Golgi (Schiaparelli D) (Imagen Lunar Orbiter 4)
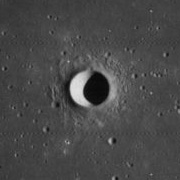
Schiaparelli E (Imagen Lunar Orbiter 4)